# Beilschmiedia shangsiensis
Beilschmiedia shangsiensis är en lagerväxtart som beskrevs av Yu e Tsung Wei. Beilschmiedia shangsiensis ingår i släktet Beilschmiedia och familjen lagerväxter. Inga underarter finns listade i Catalogue of Life.